# Claudius Dreilich

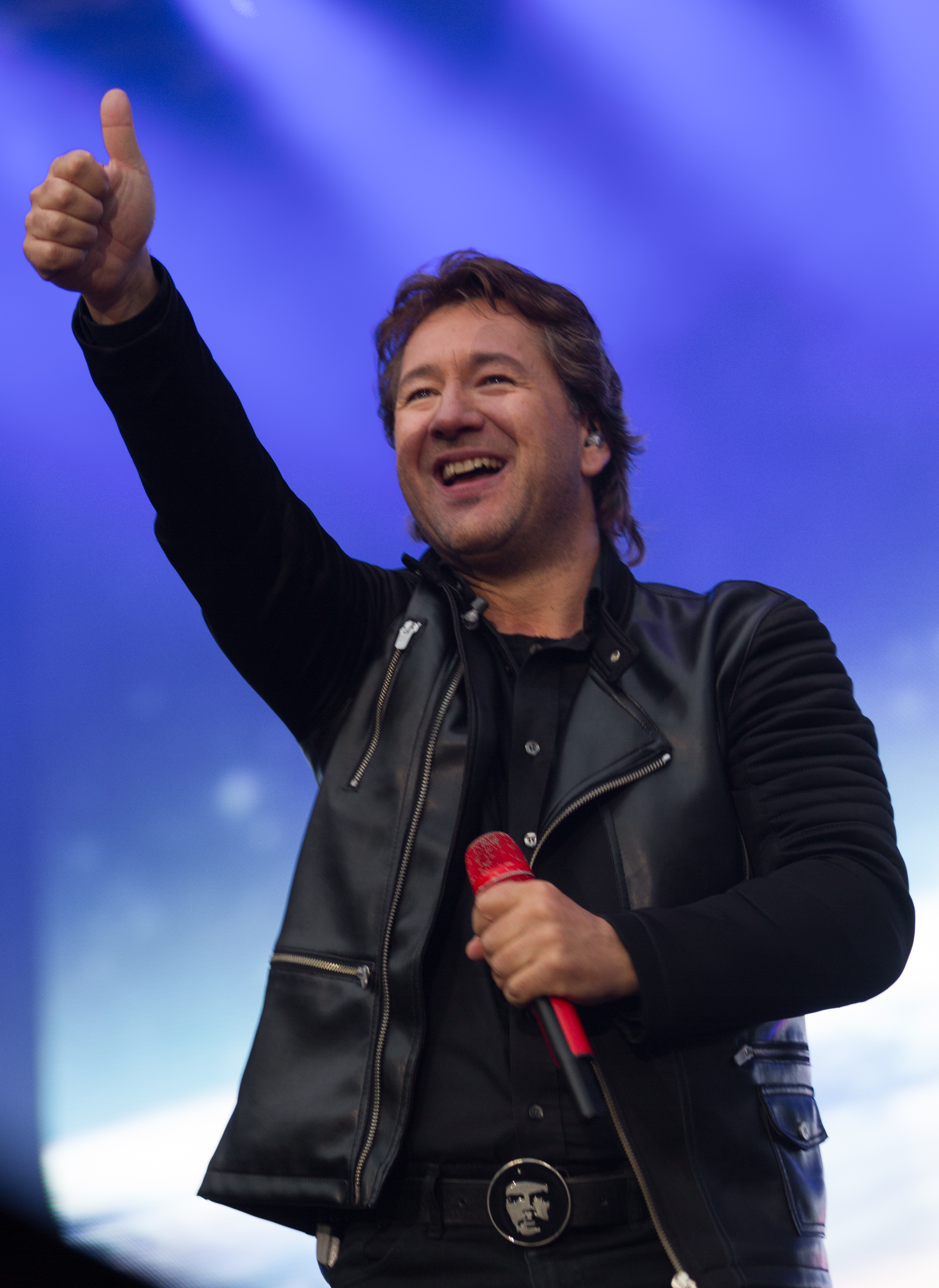
Claudius Dreilich beim 40. Geburtstag von Karat, 2015

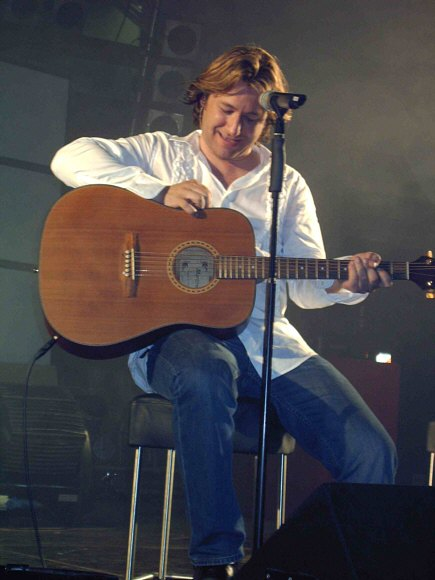
Claudius Dreilich, 2006

Claudius Dreilich (* 8. September 1970 in Halle (Saale)) ist ein deutscher Rockmusiker.

## Leben
Claudius Dreilich wuchs mit der Musik seines Vaters Herbert Dreilich auf. Nachdem er im Februar 1987 mit seiner Mutter, seinem Stiefvater und seinem Halbbruder die DDR verließ, erlernte er in Saarbrücken den Beruf des Hotelfachmanns. 1993 erfolgte seine Ausbildung zum Einzelhandelskaufmann. Ab 1995 arbeitete Dreilich bei Ikea, wobei seine Karriere stetig aufwärts führte. Unter anderem war er Business Area Manager in einer Filiale in Moskau und Verkaufschef in österreichischen Filialen.
Erste Erfahrungen mit der Musik sammelte Dreilich vor allem durch seinen Vater, der Sänger der Band Karat war. Zudem besuchte er sieben Jahre lang ein Konservatorium. Für den Doku-Film Mit Ikea nach Moskau schrieb Claudius Dreilich die Filmmusik. Seinen ersten Auftritt mit Karat hatte Dreilich im September 2000 in der Berliner Wuhlheide zum 25-jährigen Jubiläumskonzert von Karat mit dem Titel Abendstimmung.
Als sein Vater am 12. Dezember 2004 einem Krebsleiden erlag, übernahm sein Sohn dessen Nachfolge und ist seit 2005 der Sänger von Karat. Zudem spielt er Gitarre und erstellt Kompositionen für die Gruppe. Sein erstes Lied Für mich stellte er im April 2005 vor.
Dreilich heiratete im Dezember 2017 nach zweijähriger Beziehung seine 17 Jahre jüngere Partnerin. Im Oktober 2022 wurde die Trennung des Paares bekannt.
Dreilich lebt in Berlin-Rahnsdorf.
Sein Großvater mütterlicherseits ist der Mediziner Hans-Helmut Schnelle.

## Diskografie
- Mit Ikea nach Moskau (We are Ikea) – Filmmusik
- 25 Jahre – Das Konzert, 2001 (CD, VHS, DVD)
- Melancholie, Single-CD, 2005 (Promo-CD)
- Der letzte Countdown, Single-CD, 2006
- Winterzeit, Single-CD, 2006 (Promo-CD)
- … nie zu weit, Single-CD, 2007 (Promo-CD)
- Ostrock in Klassik, CD, DVD, 2007
- Ostrock in Klassik Vol. 2, CD, 2009
- Weitergeh’n, CD, 2010
- Symphony, CD, 2013
- Rock Legenden, CD, 2014
- Seelenschiffe, CD, 2015